# RDS-6
A RDS-6 foi uma bomba nuclear testada pela União Soviética, essa bomba foi do tipo despertador, ela foi detonada em 12 de agosto de 1953, gerou 400 quilotons, Havia dois tipos de RDS-6: o RDS-6s e o RDS-6t, o RDS-6s era um dispositivo do tipo despertador, sendo um bolo da camadas de material de fissão e fusão, ja o RDS-6t era uma verdadeira bomba termonuclear com um primário e um secundário, apos a detonação do Ivy Mike, foi escolhido utilizar o RDS-6s por acharem que o RDS-6t não detonaria, a verdadeira bomba de hidrogênio da União Soviética so veio em 1955 e foi chamada de RDS-37.